# Lervik, Strömstads kommun
Lervik är en by vid Singlefjordens strand väster om Svinesundsbron i Strömstads kommun. Mellan 2015 och 2020 samt åter 2023 avgränsade SCB här en småort.